# Discias vernbergi
Discias vernbergi är en kräftdjursart som beskrevs av Boothe och Heard 1987. Discias vernbergi ingår i släktet Discias och familjen Disciadidae. Inga underarter finns listade i Catalogue of Life.